# Педроса-де-Дуеро
Педроса-де-Дуеро (ісп. Pedrosa de Duero) — муніципалітет в Іспанії, у складі автономної спільноти Кастилія-і-Леон, у провінції Бургос. Населення — 501 особа (2010).
Муніципалітет розташований на відстані близько 150 км на північ від Мадрида, 75 км на південь від Бургоса.
На території муніципалітету розташовані такі населені пункти: (дані про населення за 2010 рік)
- Боада-де-Роа: 79 осіб
- Гусман: 127 осіб
- Педроса-де-Дуеро: 131 особа
- Кінтанаманвірго: 93 особи
- Валькабадо-де-Роа: 71 особа

## Демографія
Динаміка населення (INE ):